# Sara Hughes
Sara Hughes (* 14. Februar 1995 in Costa Mesa, Kalifornien) ist eine US-amerikanische Beachvolleyballspielerin. 2023 wurde sie Weltmeisterin.

## Karriere
Hughes stammt aus einer Volleyball-Familie. Sie begann im Alter von acht Jahren mit Beachvolleyball und trainierte mit Misty May-Treanor. Während ihrer Zeit an der Mater Dei High School in Santa Ana spielte sie auch Volleyball in der Halle. Beim Studium an der University of Southern California konzentrierte sie sich jedoch auf das Spiel im Sand. Mit Justine Wong-Orantes erreichte sie 2011 den neunten Platz bei der U19-Weltmeisterschaft in Umag. Ihr erstes professionelles Turnier spielte sie 2011 mit Caitlin Racich in Manhattan Beach. Mit Racich nahm sie auch an der U21-WM in Halifax teil. Bei der U19-WM 2012 in Larnaka wurden Hughes/Wong erneut Neunte. Im gleichen Jahr fand die U21-WM wieder in Halifax statt; diesmal verpasste Hughes mit Summer Ross nach einem 14:16 im Tiebreak gegen die Australierinnen Artacho/Clancy knapp eine Medaille. 2013 gewann sie dann mit Kelly Claes bei der U19-WM in Porto durch einen Sieg gegen die Deutschen Schneider/Schreiber die Bronzemedaille. Mit Lane Carico gewann sie das NORCECA-Turnier in Puerto Rico.
2014 wurde Hughes mit Kellie Woolever Fünfte der U23-WM in Mysłowice. Danach bildete sie ein festes Duo mit Claes. Bei der U21-WM in Larnaka erreichten Hughes/Claes den dritten Platz. Außerdem kam Hughes bei den kontinentalen Turnieren in Puerto Rico mit Claes und in Chula Vista mit Whitney Pavlik jeweils ins Finale. 2015 belegten Hughes/Claes bei den AVP-Turnieren in New York City und Manhattan Beach den dritten und neunten Rang und beim NORCECA-Turnier in North Bay ebenfalls den dritten Platz. Beim Grand Slam in Long Beach nahmen sie erstmals an einem Turnier der FIVB World Tour teil. Danach gewannen sie das NORCECA-Turnier in Varadero.
Bei den AVP-Turnieren 2016 in New York und San Francisco mussten sich Hughes/Claes jeweils Ross/Walsh geschlagen geben und wurden Dritte und Zweite. Anschließend gewannen sie das NORCECA-Turnier in North Bay und die World University Games in Estland. Nach einem 17. Platz beim Major-Turnier der World Tour 2016 in Klagenfurt gelang ihnen in Puerto Rico ein weiterer Turniersieg. Sie beendeten das Jahr mit einem neunten Rang beim Grand Slam in Long Beach. Anfang 2017 spielte Hughes beim Fünf-Sterne-Turnier der World Tour in Fort Lauderdale ausnahmsweise mit Lauren Fendrick, da eine Teilnahme mit ihrer regulären Partnerin nicht möglich gewesen wäre. Danach waren Hughes/Claes jedoch wieder vereint und erreichte in der FIVB-Serie unter anderem zwei fünfte Plätze in Rio de Janeiro und Poreč. Bei den AVP-Turnieren in New York und Seattle wurden sie Siebte und Neunte. Ebenfalls den neunten Rang belegten sie beim Fünf-Sterne-Turnier der World Tour in Gstaad. Bei der Weltmeisterschaft in Wien erreichten Hughes/Claes das Achtelfinale, in dem sie gegen die späteren Weltmeisterinnen Ludwig/Walkenhorst ausschieden.
2018 und 2019 war Summer Ross Hughes’ Partnerin. Auf der FIVB World Tour hatten Hughes/S. Ross einige Top-Ten-Ergebnisse und erreichten beim 4-Sterne-Turnier in Espinho den dritten Platz. Das 4-Sterne-Turnier in Moskau gewannen die US-Amerikanerinnen im Endspiel gegen die Weltranglistenersten Ágatha/Duda aus Brasilien. Bei der Weltmeisterschaft in Hamburg wurden Hughes/S. Ross Fünfte.
Seit 2020 spielte Hughes mit verschiedenen Partnerinnen. Im November 2021 erreichte sie mit Terese Cannon den dritten Platz beim 4-Sterne-Turnier in Itapema. 2022 gewann sie mit Kelley Kolinske im April wiederum in Itapema das Challenge-Turnier und wurde im Juni Fünfte bei der Weltmeisterschaft in Rom. Außerdem hatten Hughes/Kolinske auf der AVP Tour ausnahmslos Top-Five-Platzierungen und gewannen dabei im August das Turnier in Manhattan Beach.
Seit November 2022 startete Hughes wieder an der Seite ihrer früheren Partnerin Kelly Claes, jetzt Kelly Cheng. Hughes/Cheng gewannen im australischen Torquay sowohl das Challenge-Turnier als auch das anschließende Elite16-Turnier. Im Januar 2023 gewannen sie in Doha das „The Final 2022“. Auf den Elite16-Turnieren der World Beach Pro Tour 2023 erreichten Hughes/Cheng ausnahmslos Top-Ten-Platzierungen, dabei herausragend ein Sieg in Tepic sowie ein zweiter Platz in Gstaad. Auf der AVP Tour standen sie 2023 ausschließlich auf dem Treppchen, darunter Siege bei den Open-Turnieren in New Orleans und in Huntington Beach. Im Oktober wurden Hughes/Cheng in Tlaxcala Weltmeisterinnen. Beim World Pro Tour Finale 2023 in Doha belegten sie den neunten Platz. 
Im März 2024 wurden Hughes/Cheng beim Elite16 in Doha Dritte. Genau ein Vierteljahr später gelang ihnen nach einem Drei-Satz-Erfolg gegen Melissa / Brandie im Endspiel in Ostrava der erste Turniersieg des Jahres. Bei den Olympischen Spielen gewannen sie ihre Vorrundengruppe ohne Satzverlust. Danach benötigten sie drei Durchgänge, um Gottardi / Menegatti zu schlagen. Im Viertelfinale wurden sie von Hüberli / Brunner besiegt und belegten so im Endklassement den geteilten fünften Rang.
Wegen einer Fußverletzung fällt Hughes für die Saison 2025 aus.